# Cevio
Cevio je obec ve švýcarském kantonu Ticino, okresu Vallemaggia, jehož je hlavním sídlem. Nachází se v západní části kantonu, u hranic s Itálií. Žije zde asi 1 100 obyvatel.

## Geografie
Cevio se nachází 23 km severozápadně od Locarna v horní části údolí Maggia. Většinu (64,6 %) rozlohy obce (téměř 15 km²) pokrývají lesy a lesní porosty. Přibližně čtvrtinu (přesně 25,1 %) tvoří neproduktivní půda (většinou horská), 5,2 % zemědělská půda a 5,1 % osídlená plocha. Obec se skládá ze samotné obce Cevio, vesnic Bignasco a Cavergno a několika vesnic a izolovaných skupin domů v údolí Bavona. Jedná se o tyto vesnice (od jihu k severu): Mondada, Fontana, Alnedo, Sabbione, Ritort (Ritorto), Foroglio, Rosed (Roseto), Fontanelada (Fontanellata), Faed (Faedo), Bolla, Sonlèrt (Sonlerto), San Carlo.
Sousedními obcemi ve Švýcarsku jsou Bedretto, Lavizzara, Maggia, Bosco/Gurin, Campo (Vallemaggia), Linescio a Cerentino a na italském území Formazza.

## Historie

Silnice do vesnice Linescio (1954)

Vesnické družstvo (vicinia) je poprvé doloženo v roce 1230. V 15. století tvořily obce Cevio, Cavergno, Bignasco a obce v údolí Valle di Campo kraj (comunità) Rovana superior. V roce 1858 byla od obce Cevio oddělena obec Linescio. V dnes téměř opuštěné čtvrti Boschetto se dochovaly stavby zemědělské vesnice ze 17. století.
V roce 1963 bylo v Palazzo Franzoni (v současnosti památkově chráněná budova) zřízeno Muzeum lidové kultury údolí Maggia. Proboštský kostel S. Giovanni Battista, poprvé zmiňovaný v roce 1253, byl v 19. století přestavěn. Před 13. stoletím se oddělil od Maggie a stal se mateřským kostelem obcí Bignasco, Menzonio, Someo, Campo, Cerentino a Linescio. Vesnice Cevio často trpěla povodněmi; obzvlášť vážná byla povodeň v roce 1648. Po staletí se obyvatelé živili především zemědělstvím, chovem dobytka a (dnes již prakticky zaniklým) lesnictvím, ale také těžbou žuly (lomy Beola). Mnozí se vystěhovali do Valtelliny nebo do zámoří. Dnes je pracovní síla zaměstnána téměř výhradně ve 3. a 2. sektoru.
Dne 22. října 2006 se Cevio sloučilo s obcemi Cavergno a Bignasco pod jednu obec, Cevio. Sloučení, které bylo naplánováno již na 23. ledna 2005, muselo být odloženo, protože u Spolkového soudu stále probíhalo soudní řízení, v dubnu 2006 však Spolkový soud odvolání obce Bignasco proti nucenému sloučení zamítl.

## Obyvatelstvo
| Rok            | 1591 | 1801 | 1850 | 1860 | 1881 | 1920 | 1950 | 1960 | 1970 | 1990 | 2000 | 2020 |
| Počet obyvatel | 700  | 491  | 927  | 602  | 511  | 326  | 504  | 504  | 562  | 413  | 497  | 1142 |

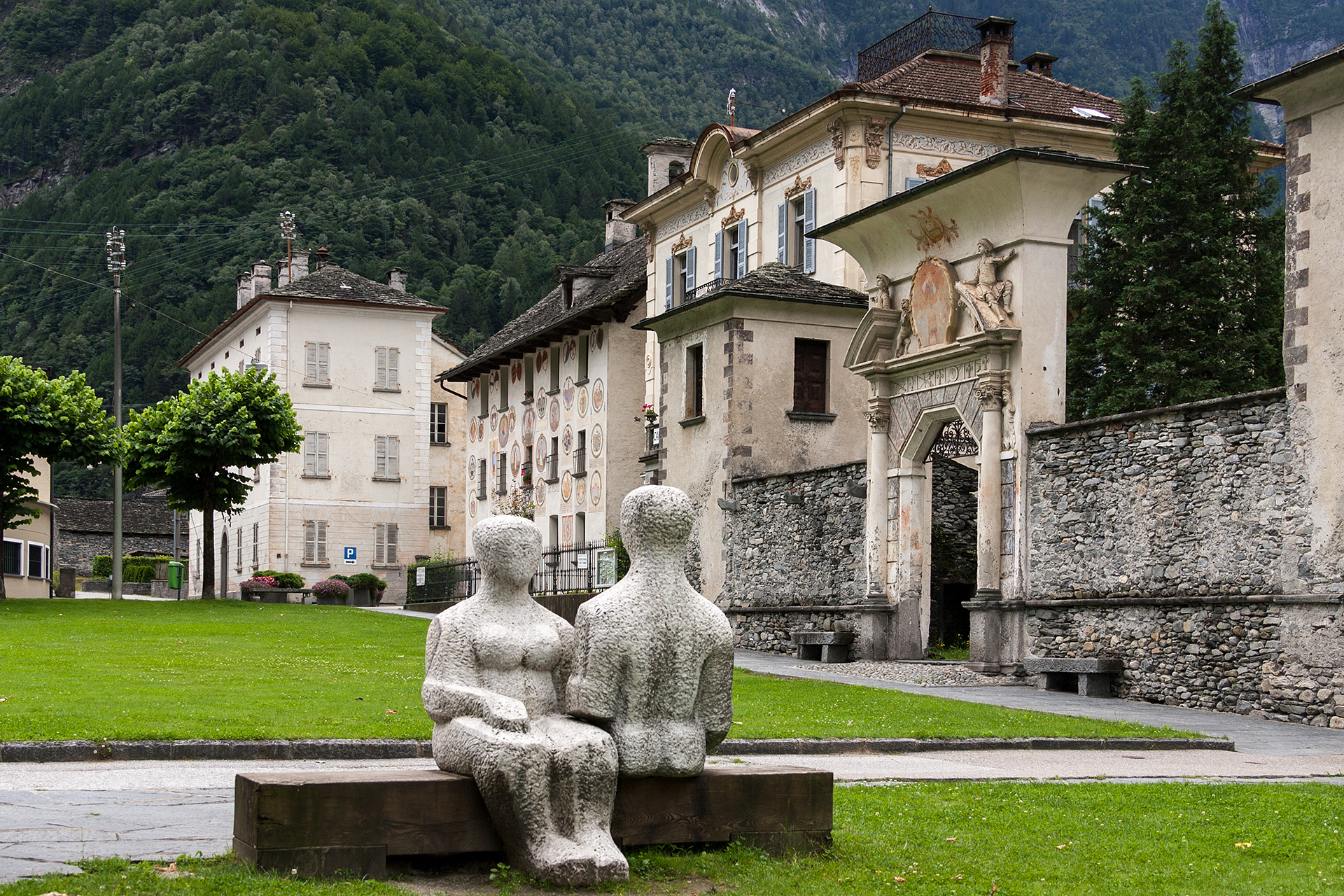
Centrum obce

Mezi lety 1591 a 1801 se počet obyvatel výrazně snížil v důsledku vystěhovalectví do Valtelliny. Až do roku 1850 populace silně rostla, zejména díky funkci obce jako horního centra údolí. Do roku 1888 počet obyvatel klesal, ale méně než v ostatních obcích údolí Maggia. Ke konci 19. století začala velká vlna vystěhovalectví do center Ticina a do zámoří (Kalifornie, Austrálie; 1888–1920: -36,2 %).
Ve 40. a 60. letech 20. století došlo k opětovnému nárůstu počtu obyvatel (1941–1970: + 60,6 %), po němž následovala v letech 1970–1990 další velká vlna vystěhovalectví (1970–1990: -26,5 %) do více urbanizovaných oblastí Ticina. Po silném růstu v 90. letech (1990–2000: +20,3 %) následoval menší pokles počtu obyvatel (2000–2004: -4,2 %).

## Hospodářství a doprava
Cevio je jedním z mála míst v údolí Maggia, kde je menšina dojíždějících. Ve své obci pracuje 120 zaměstnanců, tedy více než 50 %. Z 89 dojíždějících si většina vydělává mimo údolí Maggia - především v Locarnu, Losone, Bellinzoně a Minusiu. Lomy, okresní nemocnice a veřejná správa poskytují práci mnoha lidem. Zemědělství (pěstování plodin, vinařství a chov dobytka) nemá téměř žádný význam. Oblast je také oblíbená turisty, zejména v letní sezoně.
Obec ležela v letech 1907–1965 na železniční trati Locarno – Ponte Brolla – Bignasco. Od převedení na autobusovou dopravu je napojena na síť veřejné dopravy linkou 315 FART Locarno–Cavergno.
Cevio je také výchozím bodem autobusových linek Postauto Cevio – Bosco/Gurin a Cevio – Cimalmotto. 